# PRINCE2
PRINCE2 (Projects IN Controlled Environments) ist eine prozessorientierte und skalierbare Projektmanagementmethode und zählt neben PMBOK Guide und IPMA ICB zu den weltweit führenden Projektmanagementmethoden. PRINCE2 bildet einen strukturierten Rahmen für Projekte und gibt den Mitgliedern des Projektmanagementteams anhand eines Best-Practice-Leitfadens konkrete Handlungsempfehlungen für jede Projektphase.
PRINCE2 behandelt folgende Wissensbereiche:
- Business Case (geschäftliche Rechtfertigung),
- Organisation (Stakeholdermanagement, Rollen und Verantwortlichkeiten, Kommunikation),
- Qualität (Anforderungsmanagement, Spezifikation),
- Pläne (produktbasierte Planung, Terminplanung, verschiedene Planungsebenen und -horizonte),
- Risiko (Bedrohungen, Chancen),
- Issues (Konfigurationsmanagement, Veränderungsmanagement, Issue Management) und
- Fortschritt (Steuerung und Controlling, Toleranzen und Puffermanagement, Berichtswesen).[1]

## Geschichte
PRINCE2 geht zurück auf die von Simpact Systems Limited im Jahr 1975 entwickelte Methode PROMPT (Project Resource Organisation Management Planning Technique). Im Frühjahr 1983 wurde die Methode als PROMPT II von der britischen Central Computer and Telecommunications Agency (CCTA) als Regierungsstandard für Projektmanagement im Bereich der Informationstechnik (IT) eingeführt und im April 1989 in PRINCE (Projects IN Controlled Environments) umbenannt. Bald jedoch wurde PRINCE regelmäßig auch außerhalb von reinen IT-Umgebungen angewendet und aus der Erkenntnis, dass PRINCE für alle Arten von Projekten verwendet werden kann, wurden einige Vereinfachungen vorgenommen und die Methode im Oktober 1996 als PRINCE2 veröffentlicht.
PRINCE2 wurde zunehmend populärer, entwickelte sich zum De-facto-Standard für Projektmanagement in Großbritannien und setzte sich weltweit als führender Projektmanagement-Standard neben PMBOK Guide und IPMA ICB durch.
Auf Basis der Erfahrungen von Benutzern und Anmerkungen zur Anwendung wird die Methode regelmäßig aktualisiert. Im Oktober 1998, im April 2002 und im Mai 2005 wurden neue Versionen veröffentlicht, um diese Erkenntnisse mit aufzunehmen. Im Juni 2009 veröffentlichte das Office of Government Commerce (OGC) die PRINCE2 5th Edition und zugleich die erste deutschsprachige Übersetzung des Standardwerks. Wichtige Veränderungen zu den vorherigen Versionen sind:
- es sind 7 Grundprinzipien definiert worden
- der Prozess Planen wurde gestrichen und in andere Prozesse und Themen integriert
- die Themen Konfigurationsmanagement und Änderungssteuerung wurden zusammengelegt zum Thema Änderungen
- zur Überprüfung des Nutzens nach Projektende wurde ein Nutzenrevisionsplan eingeführt
- es gibt nur noch zwei spezifische PRINCE2-Techniken: Produktbasierte Planung und Qualitätsprüfungstechnik
- die Kürzel der einzelnen Aktivitäten in den jeweiligen Prozessen (z. B. SU1, SU2) werden nicht mehr verwendet.[4]

Im Juli 2017 veröffentlichte AXELOS als Eigentümer der Methode die Version PRINCE2 6th Edition. Wichtige Neuerungen umfassten:
- Anpassung an die Bedürfnisse von Unternehmen und Projektumgebungen
- Konkretisierung der Verknüpfung von Themen und Prinzipien
- Neustrukturierung der Themen mit spezifischen Anpassungsbeispielen
- Praktische Anwendung und Anleitungen mit Beispielen, Hinweisen und Tipps[6]

2023 wurde eine Aktualisierung unter dem Namen PRINCE2 7 veröffentlicht. Sie beinhaltet Anpassungen und Ergänzungen.
Die Beibehaltung der Bezeichnung „PRINCE2“ (anstatt „PRINCE3“ o. ä.) über alle Versionen soll ausdrücken, dass die Methode den Grundprinzipien treu bleibt. Dennoch handelt es sich jeweils um Anpassungen an die veränderte Geschäftswelt einschließlich einer starken Verschlankung der Methode, der Klärung von bisherigen Kritikpunkten und Missverständnissen sowie der besseren Integration von PRINCE2 mit anderen Methoden (ITIL, MSP, P3O, P3M3, M_o_R usw.).

## Grundannahmen und Unterschiede zu anderen Methoden

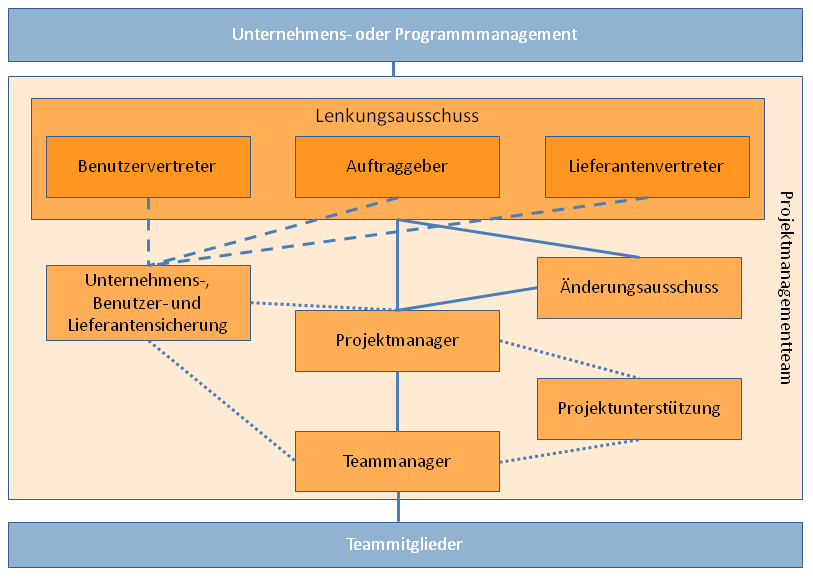
Die Rollen in einem PRINCE2-Projektmanagementteam (Änderungsausschuss = Änderungsinstanz)

In PRINCE2 wird ein Projekt folgendermaßen definiert: Ein Projekt ist „Eine für einen befristeten Zeitraum geschaffene Organisation, die den Auftrag hat, mindestens ein Produkt entsprechend einem vereinbarten Business Case zu liefern.“
Mit dieser Definition verfolgt PRINCE2 im Projektmanagement einen anderen Fokus als andere Projektmanagementmethoden. Im Unterschied zu jenen trägt der Projektmanager nur für einen klar begrenzten Bereich, genauer eine Phase, die Verantwortung. PRINCE2 ist darauf ausgerichtet, zusätzliche Verantwortliche z. B. aus dem Unternehmensmanagement mit einzubinden. So wird die Gesamtverantwortung für das Projekt durch den Lenkungsausschuss getragen, der sich aus dem Auftraggeber, dem Benutzervertreter (der die Verantwortung für den Nutzen des Projektes trägt) und dem Lieferantenvertreter zusammensetzt.
In PRINCE2 wird außerdem davon ausgegangen, dass in einem Projekt sechs Dimensionen (Variablen, Aspekte, Projekttoleranzen) in unterschiedlicher Ausprägung auf den jeweiligen Managementebenen geplant, delegiert, überwacht und gesteuert werden müssen, um das Projekt zum Erfolg zu führen. Diese sechs Dimensionen sind zum einen die aus dem klassischen „Magischen Dreieck“ bekannten drei: Kosten, Zeitrahmen und Qualität. Sie werden bei PRINCE2 ergänzt durch Umfang, Risiken und den erwarteten Nutzen eines Projektes. Letzteres, kombiniert mit dem zuvor beschriebenen erweiterten Rollenmodell, führt zu einem verstärkten Fokus auf den Nutzen, den das initiierte Projekt dem Unternehmen stiften soll. Ein erfolgreiches Projekt ist in diesem Sinne erst dann gegeben, wenn neben den eingehaltenen Zeit-, Kosten- und Qualitätstoleranzen auch der erwartete Nutzen – üblicherweise nach Projektende – erreicht wurde. Da der Projektmanager selbst nur einen bedingten Einfluss auf diese Größe hat und er nach Projektende möglicherweise gar nicht mehr verfügbar ist für eine Bewertung des Projekterfolges, bekommen andere Stakeholder der Benutzer- und Unternehmensseite als Teil des Lenkungsausschusses eine tragende Rolle in einem PRINCE2-Projekt.
Als Begründung für diese vergleichsweise „breite Aufhängung“ eines Projektes innerhalb einer Organisation wird angeführt, dass die Gründe für das Scheitern von Projekten häufig nicht in der mangelnden Kompetenz des Projektmanagers zu finden, sondern dem gesamten Umfeld des Projektes zuzuschreiben seien.

## Die 5 Elemente der Methode

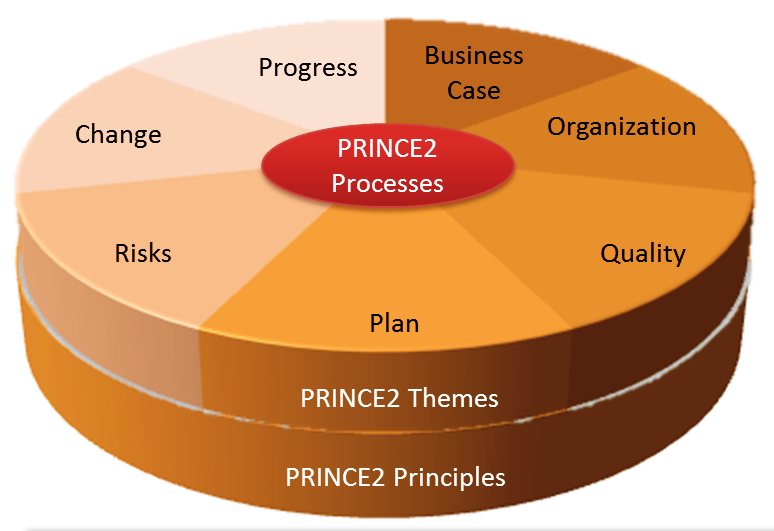
PRINCE2-Methode

PRINCE2 besteht aus fünf integrierten Bausteinen:
- 7 Grundprinzipien
- Menschen
- 7 Practices
- 7 Prozesse
- Der Projektkontext

### 7 Grundprinzipien
Die sieben Grundprinzipien bilden das Fundament der PRINCE2-Methode und dürfen daher nicht verändert werden. Sie sind allgemein formuliert und ermöglichen dadurch eine Anwendung in jedem Projekt in jedem Unternehmen. Die Anwendung dieser 7 Grundprinzipien bestimmt, ob ein Projekt tatsächlich nach PRINCE2 geleitet wird oder nicht:
| Grundprinzip                                            | Beschreibung |
| ------------------------------------------------------- | --- |
| Fortlaufende geschäftliche Rechtfertigung               | Das Projekt braucht einen berechtigten Grund für seinen Start und es muss fortwährend gewährleistet sein, dass dieses Projekt einen dokumentierten und genehmigten erwarteten Nutzen hat.                                                                                      |
| Lernen aus Erfahrung                                    | Erfahrungen aus anderen Projekten oder anderen Quellen werden gezielt mit aufgenommen und die gesammelten Erfahrungen im laufenden Projekt festgehalten. |
| Rollen, Verantwortlichkeiten und Beziehungen definieren | In einem Projekt benötigt es definierte Rollen und Verantwortlichkeiten innerhalb einer Organisationsstruktur, in der die Interessen des Unternehmens, der Benutzer und der Lieferanten vertreten sind.                                                                        |
| Steuern über Managementphasen                           | Die Planung, Überwachung und Steuerung ist nach Phasen gegliedert. |
| Steuern nach dem Ausnahmeprinzip                        | Für jedes Projektziel (siehe 6 Dimensionen) werden bestimmte Toleranzen definiert, die den Handlungsrahmen für delegierte Befugnisse festlegen. |
| Produktorientierung                                     | Ein PRINCE2-Projekt ist auf die Definition und Lieferung von Produkten ausgerichtet, wobei der Schwerpunkt auf deren Qualitätsanforderungen liegt. Produktorientierung könnte man auch als „Ergebnisorientierung“ bezeichnen.                                                  |
| Anpassen an das Projekt                                 | PRINCE2 wird für jedes Unternehmen und teilweise sogar für jedes Projekt angepasst, um auf die speziellen Anforderungen eines Projekts hinsichtlich seiner Umgebung, des Umfangs, der Komplexität, der Wichtigkeit, der Leistungsfähigkeit und des Risikos eingehen zu können. |

### 7 Themen
Die sieben PRINCE2-Themen, auch als Wissensbereiche zu verstehen, beschreiben Aspekte des Projektmanagements, die bei der Abwicklung eines Projekts kontinuierlich behandelt werden müssen. Jeder Projektmanager, der die Mindestanforderungen dieser Themen beachtet, wird damit den Anforderungen seiner Rolle gerecht.
| Thema         | Beschreibung | Beantwortet die Frage                                          |
| ------------- | --- | -------------------------------------------------------------- |
| Business Case | Am Anfang des Projekts steht eine Idee, von der man sich einen bestimmten Nutzen für die betreffende Organisation erhofft. Das Thema „Business Case“ zeigt, wie die Idee zu einem realisierbaren Investitionsvorschlag für die Organisation entwickelt und sichergestellt werden kann, dass das Projekt während der gesamten Laufzeit auf die Ziele der Organisation ausgerichtet bleibt. | Warum?                                                         |
| Organisation  | Die Organisation, die das Projekt in Auftrag gibt, muss die anfallenden Arbeiten an Manager delegieren, die für die Durchführung und den Abschluss dieser Arbeiten verantwortlich sind. Projekte sind bereichsübergreifend angelegt, weshalb die Strukturen einer Linienorganisation für Projekte ungeeignet sind. Das Thema „Organisation“ beschreibt die Rollen und Verantwortlichkeiten im zeitlich befristeten PRINCE2-Projektmanagement-Team die für das effektive Management des Projekts notwendig sind. | Wer?                                                           |
| Qualität      | Die ersten Vorstellungen vom Projekt sind meist noch nicht klar umrissen. Das Thema „Qualität“ erläutert, wie die ersten Ideen immer weiter ausgearbeitet werden, bis allen Teilnehmern klar ist, welche Qualitätskriterien die zu liefernden Produkte erfüllen müssen – und wie das Projektmanagement sicherstellen wird, dass diese Anforderungen auch erfüllt werden. | Was?                                                           |
| Pläne         | PRINCE2-Projekte laufen auf der Basis genehmigter Pläne ab. Das Thema „Pläne“ beschreibt als Ergänzung zum Thema „Qualität“ die einzelnen Schritte zur Entwicklung der Pläne und die anzuwendenden PRINCE2 Techniken. In PRINCE2 werden Pläne an die Informationsbedürfnisse der Mitarbeiter auf den verschiedenen Hierarchiestufen der Organisation angepasst. Während der gesamten Projektlaufzeit sind sie die Grundlage für die Kommunikation und Steuerung.                                                | Wie? Wie viel? Wann?                                           |
| Risiko        | Mit Projekten sind üblicherweise mehr Risiken verbunden als mit dauerhaften betrieblichen Abläufen. In diesem Thema geht es darum, wie das Projektmanagement mit Unsicherheiten umgeht. | Was, wenn?                                                     |
| Änderungen    | Dieses Thema beschreibt, wie das Projektmanagement Issues bewertet und behandelt, die potenziell Auswirkungen auf die Baseline-Aspekte des Projekts haben können (insbesondere auf dessen Pläne und fertiggestellte Produkte). Issues können unerwartete allgemeine Probleme, Änderungsanträge oder ein Produkt sein, welches seine Spezifikation nicht erfüllt. | Was sind die Auswirkungen?                                     |
| Fortschritt   | Gegenstand dieses Themas ist die fortlaufende Kontrolle der Realisierbarkeit der Pläne. Es beschreibt den Entscheidungsprozess für die Abnahme von Plänen, die Beobachtung der tatsächlich erzielten Ergebnisse und den Eskalationsprozess für den Fall, dass Ereignisse nicht nach Plan laufen. Im Endeffekt wird im Thema „Fortschritt“ festgestellt, ob und wie das Projekt fortgeführt werden soll. | Wo stehen wir jetzt? Wohin gehen wir? Sollen wir weitermachen? |

### 7 Prozesse

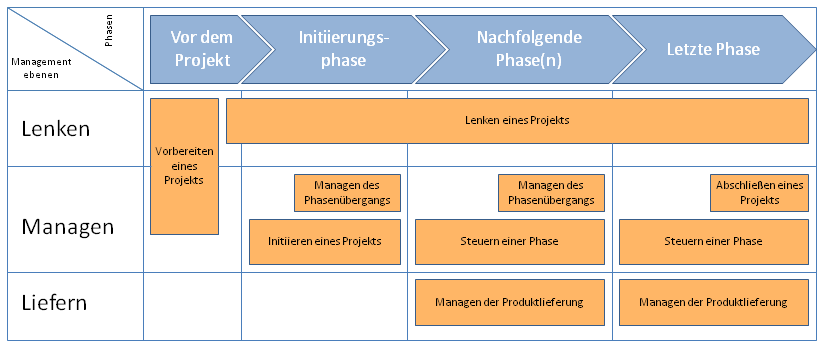
Diagramm zu den PRINCE2-Prozessen

„Das Projektmanagement nach PRINCE2 folgt einem prozessbasierten Ansatz. Ein Prozess ist eine strukturierte Abfolge von Aktivitäten, die auf die Erreichung eines bestimmten Ziels gerichtet ist. In einem Prozess wird ein definierter Input in einen definierten Output umgewandelt. Die insgesamt sieben Prozesse in PRINCE2 definieren die für das erfolgreiche Lenken, Managen und Liefern eines Projekts notwendigen Aktivitäten.“
Insgesamt gibt es sieben Prozesse:
- Vorbereiten eines Projekts
- Lenken eines Projekts
- Initiieren eines Projekts
- Steuern einer Phase
- Managen der Produktlieferung
- Managen eines Phasenübergangs
- Abschließen eines Projekts

Wichtig ist die Trennung der o.a. Prozesse von den Projektphasen (Stages). Eine Phase besteht aus mehreren Prozessen. Der Prozess Vorbereiten eines Projekts ist dem Projekt vorgelagert und gehört damit zu gar keiner Phase. Ein PRINCE2-Projekt muss aus mindestens zwei Phasen bestehen: der Initiierungsphase und mindestens einer weiteren Managementphase (Ausführungsphase). Die Initiierungsphase besteht aus den Prozessen Initiieren eines Projekts und Managen eines Phasenübergangs, eine Managementphase aus den Prozessen Steuern einer Phase, Managen der Produktlieferung und Managen eines Phasenübergangs. Wenn die Managementphase die letzte ist, wird der Prozess Managen eines Phasenübergangs durch den Prozess Abschließen eines Projekts ersetzt. Der Prozess Lenken eines Projekts bezieht sich auf die gesamte Projektdauer. Typische Managementphasen eines Projekts können z. B. eine „Konzeptphase“ und eine „Implementierungsphase“ sein.

#### Vorbereiten eines Projekts
Das Ziel dieses Prozesses ist es, festzustellen ob es sich bei diesem Projekt um ein durchführbares (machbar) und lohnendes Projekt handelt und daher eine Initiierung / Planung des Projektes überhaupt gerechtfertigt ist. Es ist ein Prozess vor Beginn des eigentlichen Projektes, bevor also die Ressourcen festgelegt werden. Seine Haupt-Eingangsgröße ist das Projektmandat, welches dem Auftraggeber des Projektes erteilt wird. Das Projektmandat kann von einer ausführlichen Unternehmensdirektive bis hinunter zum sogenannten „Linsensuppenmandat“, d. h. beim Mittagessen erteilt reichen. Der Prozess beinhaltet neben der Ernennung des Auftraggebers und des Projektmanagers, die Identifizierung weiterer leitender Entscheider, die zur Besetzung des Lenkungsausschusses benötigt werden, und die das Projekt überwachen. Die Gründe für das Projekt, der Umfang und der Lösungsansatz des Projektes werden in einer Projektbeschreibung dargestellt. Zusätzlich wird ein Plan für die Initiierungsphase erstellt, um zu erkennen, welchen Aufwand die Planung für dieses Projekt ausmacht.
Die Aktivitäten des Prozesses „Vorbereiten eines Projekts“ sind:
- Auftraggeber und Projektmanager ernennen
- Vorhandene Erfahrungen erfassen
- Projektmanagement-Team entwerfen und ernennen
- Business-Case-Entwurf erstellen
- Projektlösungsansatz auswählen und Projektbeschreibung zusammenstellen
- Initiierungsphase planen[1]

#### Lenken eines Projekts
Dieser Prozess ist durch die Funktionen des Lenkungsausschusses definiert, der für das gesamte Projekt verantwortlich ist. Der Projektmanager informiert den Lenkungsausschuss mit regelmäßigen Berichten, das Tagesgeschäft des Projekts bleibt dem Projektmanager überlassen. Der Lenkungsausschuss wird im Idealfall nur an den Phasengrenzen eingebunden, wo er den bisherigen Fortschritt genehmigen und den Übergang in die nächste Phase freigeben muss. Getreu dem Grundprinzip Steuern nach dem Ausnahmeprinzip greift der Lenkungsausschuss während einer laufenden Phase nur ein, wenn der Projektmanager eine voraussichtliche Überschreitung seiner Phasentoleranzen meldet oder es zwingende (externe) Gründe gibt, in das Geschehen einzugreifen. Außerdem trägt der Lenkungsausschuss die Verantwortung für die Kommunikation mit den Stakeholdern.
Die Aktivitäten des Prozesses „Lenken eines Projekts“ sind:
- Initiierung freigeben
- Projekt freigeben
- Phasen- oder Ausnahmeplan freigeben
- Ad-hoc-Anweisungen geben
- Projektabschluss freigeben[1]

#### Initiieren eines Projekts
„Zweck des Prozesses Initiieren eines Projekts ist es, eine solide Grundlage für das Projekt zu schaffen, die der Organisation ein klares Bild davon vermittelt, was mit den geplanten Arbeiten zur Lieferung des Projektprodukts verbunden ist, bevor größere finanzielle Mittel zugesagt werden.“ 
Damit ein Projekt genehmigt werden kann, muss es sorgfältig geplant werden und zeigen, wie es seine Ziele erreicht. Um Klarheit für die Zusammenarbeit im Projekt zu schaffen, werden vorerst die vier Managementansätze erstellt (Kommunikationsmanagement-Ansatz, Qualitätsmanagement-Ansatz, Risikomanagement-Ansatz, Änderungssteuerungs-Ansatz). Hierbei wird unter anderem eine Stakeholderanalyse angewendet und verschiedene Register für die Steuerung des Projektes eingerichtet (u. a. Qualitätsregister, Risikoregister, Issueregister). Anschließend wird der Projektplan mittels der Produktbasierten Planungstechnik erstellt und parallel die Projektsteuerungsmittel (Berichtswesen und Phasenaufteilung) eingerichtet. Die während der Planung gewonnenen Schätzungen fließen nun in einen detaillierteren  Business Case. Alle Managementstrategien sowie der Projektplan und wichtige Aspekte aus der Projektbeschreibung (Prozess Vorbereiten eines Projektes) fließen nun in die Projektleitdokumentation, welche auch als Vertrag zwischen Projektmanager und Lenkungsausschuss bezeichnet werden kann.
Anschließend folgt der Prozess Lenken eines Projektes, um zu entscheiden ob eine Freigabe für das Projekt als Ganzes erteilt werden kann.
Die Aktivitäten des Prozesses „Initiieren eines Projekts“ sind:
- Anpassungsanforderungen festlegen
- Risikomanagement-Ansatz erstellen
- Änderungssteuerungsansatz erstellen
- Qualitätsmanagement-Ansatz erstellen
- Kommunikationsmanagement-Ansatz erstellen
- Projektsteuerungsmittel einrichten
- Projektplan erstellen
- Nutzenmanagement-Ansatz erstellen
- Projektleitdokumentation zusammenstellen[1]

#### Steuern einer Phase
„Der Zweck des Prozesses Steuern einer Phase ist, die anfallenden Arbeiten zuzuweisen und zu überwachen, Issues zu bearbeiten, erzielte Fortschritte an den Lenkungsausschuss zu berichten und ggf. Korrekturmaßnahmen einzuleiten, damit die Managementphase innerhalb der Toleranzen bleibt.“ 
Dieser Prozess beschreibt das tagtägliche Management durch den Projektmanager.
Die Aktivitäten des Prozesses „Steuern einer Phase“ sind:
- Arbeitspaket freigeben
- Status eines Arbeitspakets prüfen
- Abgeschlossene Arbeitspakete entgegennehmen
- Status der Managementphase prüfen
- Über Projektstatus berichten
- Issues und Risiken erfassen und bewerten
- Issues und Risiken eskalieren
- Korrekturmaßnahme einleiten[1]

#### Managen der Produktlieferung
PRINCE2 arbeitet nach dem Grundprinzip der Produktorientierung. Ein Produkt kann ein körperlicher Gegenstand wie ein Buch oder ein eher immaterieller Gegenstand wie ein Dienstleistungsvertrag sein. Tatsächlich ist alles, was von PRINCE2 erzeugt wird, ein Produkt, einschließlich der Dokumente. Im Gegensatz zu Spezialistenprodukten (d. h. den Dingen, die das Projekt eigentlich liefert) sind die von der Methode PRINCE2 definierten Produkte zur Steuerung des Projektes, Managementprodukte. Die Produkterstellung wird von Teammanagern verantwortet, welche intern aus der Organisation des Auftraggebers oder von einem externen Lieferanten stammen und nicht zwingend Personalverantwortung tragen. Im Prozess Managen der Produktlieferung wird die Beziehung zwischen Projektmanager und Teammanager geregelt. Hier werden schließlich die Produkte des Projekts erzeugt und somit der größte Teil der Projektressourcen eingesetzt.
Die Aktivitäten des Prozesses „Managen der Produktlieferung“ sind:
- Arbeitspaket annehmen
- Arbeitspaket ausführen
- Arbeitspaket abliefern[1]

#### Managen eines Phasenübergangs
Mit diesem Prozess wird das Grundprinzip „Steuern über Managementphasen“ umgesetzt. Jeweils gegen Ende einer laufenden Managementphase beginnt der Projektmanager mit der Vorbereitung/Planung der nächsten Phase. Er sammelt Informationen, aktualisiert den Business Case und den Projektplan um dem Lenkungsausschuss zu ermöglichen eine objektive Entscheidung über den weiteren Verlauf des Projektes zu treffen. Dieser Prozess wird ebenfalls verwendet um während einer laufenden Phase, nach der Meldung einer Ausnahme seitens des Projektmanagers (verursacht durch das Überschreiten von Toleranzen), eine Phasenkorrektur zu managen (Ausnahmeplan erstellen).
Die Aktivitäten des Prozesses „Managen eines Phasenübergangs“ sind:
- Nächste Managementphase planen
- Projektplan aktualisieren
- Business Case aktualisieren
- Über Phasenabschluss berichten
- Einen Ausnahmeplan erstellen[1]

#### Abschließen eines Projekts
„Der Zweck des Prozesses Abschließen eines Projekts ist es, einen Punkt zu definieren, an dem die Abnahme des Projektprodukts bestätigt wird, und anzuerkennen, dass die in der ursprünglichen Projektleitdokumentation definierten Ziele (oder auch genehmigte Änderungen dieser Ziele) erreicht wurden oder mit dem Projekt keine weiteren Ergebnisse erzielt werden können.“ 
Egal ob das Projekt abgebrochen oder wie geplant abgeschlossen wird, der Prozess „Abschließen eines Projektes“ erfolgt immer als letzter vom Projektmanager auszuführender Prozess. Hierbei findet die finale Übergabe des Projektendproduktes statt, der Projektmanager nimmt (sofern noch nicht geschehen) die Erfahrungen aus dem gesamten Projekt auf, er kümmert sich darum, dass noch ausstehende Issues von der Linie übernommen werden können und spricht schlussendlich gegenüber dem Lenkungsausschuss die Empfehlung aus, das Projekt zu schließen.
Die Aktivitäten des Prozesses „Abschließen eines Projekts“ sind:
- Planmäßigen Abschluss vorbereiten
- Vorzeitigen Abschluss vorbereiten
- Produkte übergeben
- Projekt bewerten
- Projektabschluss empfehlen[1]

Nach dem Prozess „Abschließen eines Projekts“ wird ein letztes Mal der Prozess „Lenken eines Projektes“ ausgeführt um den Projektabschluss freizugeben, dafür zu sorgen, dass noch ausstehende Arbeiten von der Linie verantwortet werden und der Nutzenrevisionsplan an die hierfür vorgesehene Instanz übergeben wird. Letzte Aktionen sind dann die Ankündigung des Projektabschlusses an das Unternehmen und die Auflösung des Projektmanagement-Teams.

### Anpassung an die Projektumgebung
Ob kleines Miniprojekt oder gigantisches Riesenprojekt, ob in der IT-Software Branche, Automobilindustrie, Baugewerbe, Metallindustrie oder Medienwelt, PRINCE2 kann in allen Projekten angewendet werden. Voraussetzung hierfür ist allerdings eine sinnvolle Anpassung an die jeweilige Projektumgebung. So gibt es beispielsweise 26 definierte Managementprodukte (häufig als Dokumente geführt), die bei einer unangepassten Verwendung z. B. in einem 10.000-€-Projekt zu einem gigantischen Overhead führen würden.
Richtschnur für die Anpassung an die Projektumgebung sind die Grundprinzipien: sie dürfen nicht angepasst werden, müssen also in jedem Falle immer angewendet werden.
Beispiele für die Einflussfaktoren der Anpassung sind:
Externe Einflussfaktoren:
- Organisationsübergreifend
- Externer Kunde/Lieferant
- Unternehmensstandards
- Innerhalb eines Programms
- Reife der Organisation
- Terminologie
- Geografie
- Unternehmenskultur
- Projektpriorität

Interne Einflussfaktoren:
- Größenordnung
- Komplexität der Lösung
- Reife des Teams
- Projektart & Lebenszyklusmodell

Die Anpassung an die Projektumgebung sollte nicht verwechselt werden mit der Integration von PRINCE2 im Unternehmen. Während letzteres sich mit der grundsätzlichen Einführung von PRINCE2 im Unternehmen befasst, bezieht sich die Anpassung auf das Anpassen der Methode an die Bedürfnisse eines einzelnen Projektes. Eine Schnittstelle zwischen beiden ist z. B. das Einführen von Projektmodellen.
Beispiele von Anpassungsmöglichkeiten sind:

#### Anpassen der Themen
Sämtliche Themen können in ihrem Umfang und in der Ausprägung der Anwendung angepasst werden. Dies geschieht durch gezielte Definition in den jeweiligen Management-Ansätzen oder den Projektsteuerungsmitteln. Die Mindestanforderungen zu den sieben Themen müssen jedoch beachtet werden.

#### Anpassen der Terminologie
PRINCE2 schlägt zwar Begriffe für die jeweiligen Elemente, Prozesse, Aktivitäten und Managementprodukte vor, diese Begrifflichkeiten können jedoch hinterfragt werden. Gibt es zum Beispiel im Unternehmen bereits ein Dokument mit der Bezeichnung „Projektauftrag“, welches sich bereits bewährt hat und in der Funktion und Umfang einer Projektbeschreibung entspricht, so sollte dieser Begriff beibehalten werden.

#### Anpassen der Produktbeschreibungen für die Managementprodukte
Alle 26 Managementprodukte in vollem Umfang anzuwenden kommt lediglich für sehr große Projekte in Frage. Doch selbst hier sollte eine Anpassung der Inhalte stattfinden um die Akzeptanz der Anwender zu steigern. Bei kleineren Projekten können Managementprodukte zusammengefasst werden. So können z. B. Risiken und Issues in einem gemeinsamen Register geführt werden, der Business Case kann ein Kapitel der Projektleitdokumentation sein und Erfahrungsberichte werden nur als Abschnitte in den anderen Berichten geführt.

#### Anpassen der Rollenbeschreibungen
Gerade in kleineren Projekten ist es oftmals notwendig, dass eine Person mehrere Rollen im Projektmanagementteam übernimmt. Minimum hierbei sind drei Personen: ein Kunde (Benutzervertreter & Auftraggeber), ein Lieferantenvertreter und ein Projektmanager (übernimmt die Rolle des Teammanagers und der Projektunterstützung). Sollte sich zeigen, dass lediglich ein Mitglied im Lenkungsausschuss identifiziert werden kann (Auftraggeber = Benutzervertreter = Lieferantenvertreter) so empfiehlt PRINCE2 zu prüfen ob es sich hierbei überhaupt um ein Projekt oder vielleicht doch nur einfach um eine Aufgabe in der Linie handelt. Rollen können kombiniert werden, die Verantwortlichkeiten dürfen dabei aber nicht verloren gehen.

#### Anpassen der Prozesse
Entsprechend der Projektumgebung müssen auch die Prozesse angepasst werden. So könnte man z. B. bei einem qualifizierten umfangreichen Projektmandat die Prozesse Vorbereiten eines Projektes und Initiieren eines Projektes zusammenlegen.

#### Anpassungen für besonders kleine Projekte
Sollte ein Projekt z. B. besonders geringe Risiko, geringe Kosten, eine geringe Bedeutung und kaum Gefährdung der Organisation bei einem Fehlschlag vorweisen und zudem nur an einem Standort und mit lediglich einem beteiligten Unternehmen stattfinden, so könnte man beispielsweise die folgenden Anpassungen vornehmen:
- Nach der Initiierungsphase gibt es lediglich eine weitere Lieferphase
- Der Projektmanager übernimmt die Rolle des Teammanagers und der Projektunterstützung
- Der Lenkungsausschuss besteht aus zwei Personen und übernimmt die Rolle der Projektsicherung
- Statt der 26 Managementprodukte werden lediglich die folgenden vier verwendet: Projektlogbuch, Projektleitdokumentation, Projektstatusbericht, Projektabschlussbericht.[1]

## Techniken
PRINCE2 verweist an etlichen Stellen im offiziellen Handbuch auf viele verschiedene mögliche anwendbare Techniken, die im Buch selbst allerdings nicht immer detailliert beschrieben werden, da sie allgemein bekannt sind oder an anderer Stelle bereits ausreichend dokumentiert sind. So werden zum Beispiel Schätzungstechniken (Top-down-Schätzung, Bottom-up-Schätzung, Top-down- und Bottom-up-Ansatz, Vergleichsbasiertes Schätzen, Parametrische Schätzung, Ein-Punkt-Schätzung, Drei-Punkt-Schätzung, Delphi-Methode, Planungspoker) oder Fortschrittsbeurteilungstechniken (Meilensteindiagramm, S-Kurve, Earned-Value-Management, Burn Chart, Kanban-Board) jeweils in drei bis vier Sätzen beschrieben.
Zwei Techniken werden in PRINCE2 detailliert beschrieben, da sie explizit PRINCE2-spezifisch sind:

### Produktbasierte Planung
Im Gegensatz zur rein aktivitätenbasierten Planung empfiehlt PRINCE2 zusätzlich die produktbasierte Planung der Planung von Aktivitäten voranzustellen. Diese Planung geschieht idealerweise unter Einbeziehung der hierfür relevanten Stakeholder von der Benutzer- und Lieferantenseite. Nach PRINCE2 beginnt somit das „Planen“ für alle drei Planungsebenen (Projektplan, Phasenplan, Teamplan) stets mit den folgenden 4 Aktivitäten:
1. Projektproduktbeschreibung erstellen (nur für Projektplan)
2. Produktstrukturplan erstellen
3. Produktbeschreibungen erstellen
4. Produktflussdiagramm erstellen

Im Produktstrukturplan wird das Projektendprodukt (z. B. das Haus) in einzelne Produkte (z. B. Rohbau, Innenausbau, Keller, Zaun,  Garten, Hofeinfahrt etc.) zerlegt und schematisch dargestellt. Dabei werden einfache und zusammengesetzte Produkte in Form eines Rechtecks, Produktgruppen (Produktcluster – z. B. Außenbereich (Zaun, Garten, Hofeinfahrt)) als Raute und externe Produkte (Produkte, die nicht im Rahmen des Projekts hergestellt, aber für ein Projektprodukt benötigt werden – z. B. geerbtes Grundstück) als Ellipse dargestellt.
Das Produktflussdiagramm stellt dagegen die zeitliche Abfolge der Produkterstellung dar und ist die Basis für die Aufteilung des Projekts in Phasen.
Eine Produktbeschreibung ist die Spezifikation des einzelnen zu erstellenden Produkts und enthält sämtliche Qualitätsaspekte wie z. B. Qualitätskriterien, Qualitätstoleranzen, Ersteller des Produktes, Prüfer, Abnahmeberechtigte und Prüfmethoden dieses Produkts.
Vorteile dieser Planungstechnik:
- Die Wahrscheinlichkeit, dass hinsichtlich des Umfangs wichtige Aspekte vergessen oder übersehen werden, sinkt.
- Die Erwartungen, der Projektumfang und die Ausschlüsse werden unmissverständlich definiert.
- Durch die Einbeziehung der Benutzer in die Planung wird die Akzeptanz gefördert.
- Identifikation von Produkten, die zwar nicht zum Umfang eines Plans gehören, aber für die Fortführung eines Plans benötigt werden (Produkte werden zum Beispiel von einem anderen Projekt geliefert).
- Klare Vereinbarung der Verantwortlichkeiten für die Erstellung, Überprüfung und Freigabe eines Produktes.

Im Anschluss an eine erfolgte produktbasierte Planung werden die weiteren Planungsaktivitäten ausgeführt: Risiken analysieren, Aktivitäten und Abhängigkeiten identifizieren, Schätzungen durchführen, Zeitplan aufstellen, Plan dokumentieren.

### Die PRINCE2-Qualitätsprüfungstechnik
Ziel der Qualitätsprüfungstechnik ist die Überprüfung eines Produktes auf zuvor definierte Qualitätskriterien, die Einbeziehung wichtiger interessierter Parteien in die Kontrolle der Produktqualität, die Bestätigung, dass das Produkt abnahmebereit ist und eingefroren / „gebaselined“ werden kann.
Die Qualitätsprüfungstechnik beinhaltet die folgenden drei Schritte:
- Vorbereitung der Prüfung (Verteilung der Produkte und Prüfung der Produkte)
- Qualitätsprüfungssitzung (Besprechung der Ergebnisse)
- Nachbereitung der Prüfung (eventuell erforderliche Nachbesserungen)

Diese Technik verwendet eigene Rollen: Vorsitzender, Produktpräsentator, Prüfer, Prüfungsadministrator

## Integration von PRINCE2 im Unternehmen
Aufgrund der starken Einbindung eines PRINCE2 Projektes in die jeweilige Organisation, der hierbei notwendigen Anpassung der Methode an die Situation des Unternehmens und der in diesem Zusammenhang entstehenden Risiken und möglichen Akzeptanzproblemen, empfiehlt PRINCE2 die Einführung von PRINCE2 im Unternehmen als Projekt zu organisieren.
Vorschlag der hierbei zu berücksichtigenden Kernpunkte:
- Prozessverantwortlichkeiten
- Regeln/Leitlinien zur Anpassung an die Projektgröße
- Standards (Vorlagen, Definitionen)
- Training und Entwicklung
- Einbindung in die Geschäftsprozesse
- Werkzeuge
- Prozesssicherung[1]

## Ergänzende Methoden
AXELOS entwickelt neben PRINCE2 weitere Methoden, die kompatibel mit PRINCE2 sind. Über definierte Schnittstellen kann PRINCE2 mit folgenden Methoden zusammenarbeiten:
- ITIL
- PRINCE2 Agile
- MSP – Managing Successful Programmes
- MoP – Management of Portfolios
- M_o_R – Management Of Risk
- MoV – Management Of Value
- P3O – Portfolio, Programme and Project Offices
- P3M3

## Bewertung

### Stärken
Der PRINCE2-Methode werden folgende Stärken zugeschrieben:
- PRINCE2 arbeitet nutzenorientiert und gewährleistet, dass die Projektbeteiligten sich darauf konzentrieren, dass das Projekt tauglich für die Ziele seines Business Case bleibt – und nicht die Fertigstellung des Projekts als Selbstzweck betrachten.
- Sie liefert standardisierte Projekte, die ein einheitliches Vorgehen, einheitliches Vokabular und einheitliche Dokumente haben. Jeder, der mit einer Methode vertraut ist, kann sich in einem sorgfältig geführten PRINCE2-Projekt schnell zurechtfinden.
- Sie verwendet ein aktives Stakeholdermanagement, um wichtige Personen mit in das Projektmanagementteam oder in die Kommunikationsstrukturen einzubinden.
- Sie umfasst verschiedene in der Praxis bewährte Methoden.
- Sie propagiert Management by Exception als Richtlinie. Dies erlaubt es den Projektmanagern, ihre Arbeit ohne unnötige Einmischung auszuführen, während gleichzeitig übergeordnete Manager nur an den Punkten eingreifen, wo das Projekt außerhalb der Toleranzgrenzen läuft.
- Sie sorgt für kontrollierten Start, Verlauf und Ende des Projekts.
- Für jeden Dokumententyp, der von PRINCE2 gefordert wird, stehen Vorlagen mit den geforderten Unterstrukturen zur Verfügung. So entsteht eine standardisierte und vollständige Dokumentation.
- Sie kann auf die Bedürfnisse einzelner Organisationen oder Projekte angepasst werden.
- Sie ist gebührenfrei. So kann eine Organisation von ihren Lieferanten fordern, PRINCE2 einzusetzen, ohne Lizenzfragen beachten zu müssen.
- PRINCE2 stellt mit der produktbasierten Planung eine eigene Technik der Planung mit integrierter Anforderungsanalyse zur Verfügung. Die Wahrscheinlichkeit, dass Projekte unter falschen Voraussetzungen aufgenommen werden und in der Folge scheitern, wird so vermindert.

### Schwächen
Folgende Eigenschaften werden als Schwächen benannt:
- Die hohe Flexibilität und die starke Verankerung im Unternehmen erfordert durch die notwendige Anpassung an die Projektumgebung und Einbindung in bestehende Unternehmensprozesse zusätzliche Investitionskosten bei der Implementierung im Unternehmen.
- Die beiden Zertifizierungsstufen (Foundation & Practitioner) zielen nur auf die Mitarbeit in einer existierenden PRINCE2-Umgebung ab. Fragen zur erfolgreichen Implementierung im Unternehmen werden im offiziellen Handbuch nur umrissen und in anderen auf dem Markt verfügbaren Büchern oder Schulungen nicht ausführlich berücksichtigt.
- Wegen der generischen Gestaltung der Methode werden branchenabhängige Spezialistenaspekte nicht berücksichtigt.
- Es werden nur zwei PRINCE2-spezifische Techniken ausführlich beschrieben. Es kann aber durchaus notwendig sein, dass für Mitarbeiter im Projektmanagement der Aufbau von weiterem Wissen notwendig ist, um allgemein gebräuchliche Techniken wie z. B. die Analyse des kritischen Pfads oder eine Earned Value Analyse besser anwenden zu können.
- Projektmanager, die von anderen Methoden auf PRINCE2 umsteigen, könnten einen „Machtverlust“ beanstanden, da ihre Befugnisse nicht mehr über das gesamte Projekt, sondern lediglich innerhalb ihrer Phasentoleranzen liegen.
- Softskills/Führungsqualitäten als besonders wichtige Qualifikation insbesondere für den Projektmanager lassen sich nicht in einer Methode festschreiben und werden bei PRINCE2 daher nicht direkt berücksichtigt.[1]

## Risiken bei der Implementierung und Anwendung
Insbesondere die starke Verankerung im Unternehmen und die Notwendigkeit der Anpassung birgt einige Risiken bei der Implementierung und Anwendung von PRINCE2:
- Einige Organisationen leiden unter „PINO“ (engl.: „Prince In Name Only“, dt.: „Prince nur dem Namen nach“), indem sie sich unbedacht Teile der Methodologie bedienen, sich dabei aber nicht an die Grundsätze halten und auch keine gezielte Integration von PRINCE2 im Unternehmen vorgenommen haben.
- Wenn PRINCE2 nicht richtig angepasst wird, dann kann es sein, dass die Methode insbesondere bei der Anwendung in kleineren Projekten, als stark dokumentenorientiert „verschrien“ wird und eventuell sogar tatsächlich einen überproportionalen Anteil an Dokumentations-/Projektmanagementkosten verursacht. Dokumente dienen dann möglicherweise als Selbstzweck, wobei die eigentlichen Projekte ins Wanken geraten. Dieses Risiko kann durch die gezielte Anpassung während der Integration von PRINCE2 im Unternehmen und insbesondere durch die Berücksichtigung der Akzeptanz seitens der zukünftigen Benutzer/Anwender der Methode, reduziert werden.

## Zertifizierung
Seit 1996 werden PRINCE2-Zertifikate und seit 2015 auch PRINCE2 Agile-Zertifikate angeboten. Bis 2013 war die APMG International für die Durchführung der Prüfungen zuständig, seit 2018 ist dies PeopleCert. Nur bei PeopleCert akkreditierte Training Organizations (ATOs) dürfen Schulungen zur Vorbereitung auf die PRINCE2-Zertifizierung anbieten. Bis heute wurden weltweit über 1,6 Millionen Personen PRINCE2-zertifiziert. Es wird zwischen zwei Zertifizierungsstufen (Foundation und Practitioner) unterschieden:
- PRINCE2 Foundation
- PRINCE2 Practitioner
- PRINCE2 Agile Foundation
- PRINCE2 Agile Practitioner

Die Teilnahme an einer Practitioner-Prüfung setzt dabei eine bestandene Foundation-Prüfung voraus. Foundation-Zertifikate waren bisher unbegrenzt gültig, während Practitioner-Zertifikate nach drei bis fünf Jahren re-zertifizert werden mussten. Seit 2023 müssen alle PRINCE2-Zertifikate nach drei Jahren re-zertifiziert werden.